# Ford Capri (Australia)
Ford Capri – samochód sportowy klasy kompaktowej produkowany pod amerykańską marką Ford w latach 1989–1994.

## Historia i opis modelu

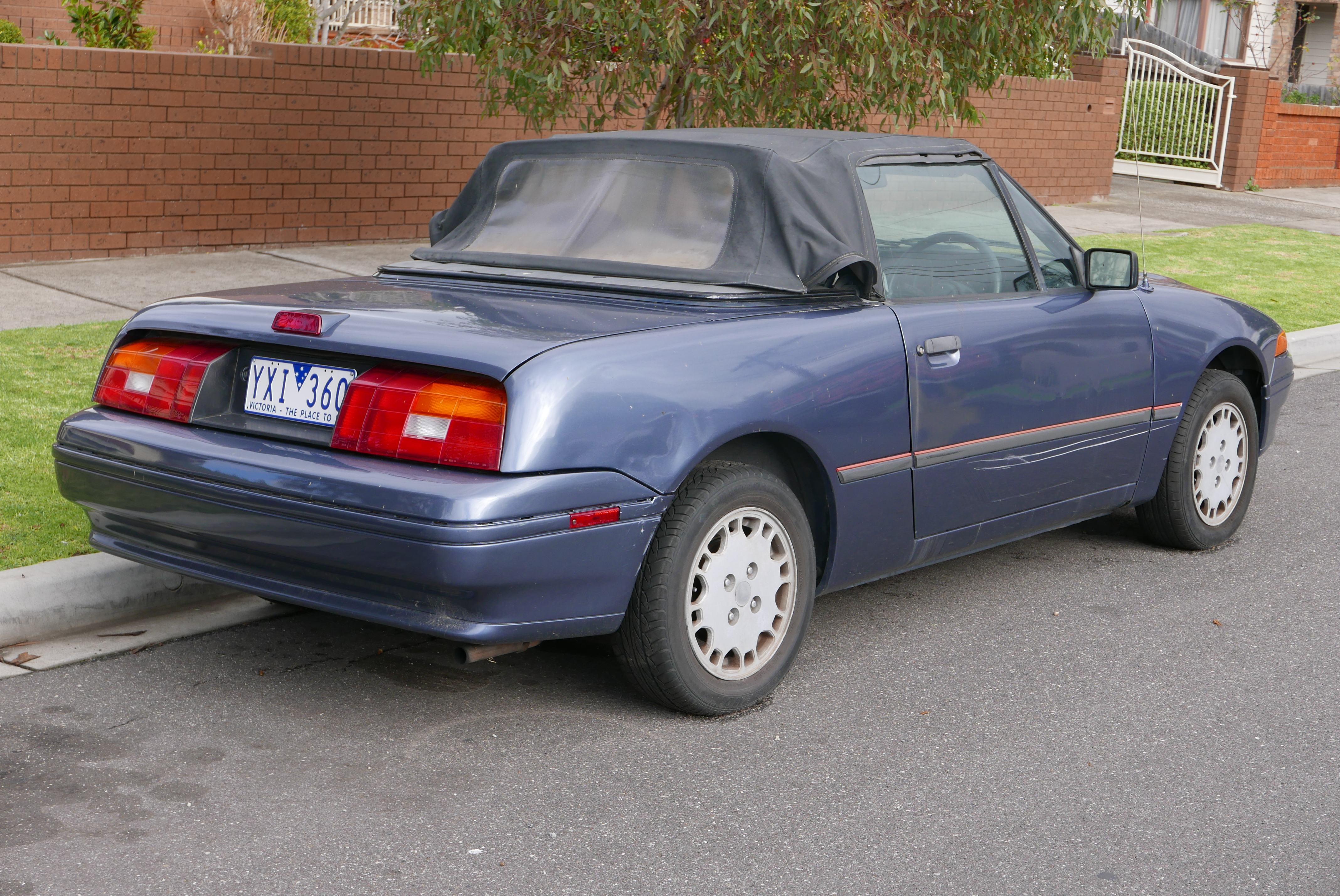
Ford Capri - tył

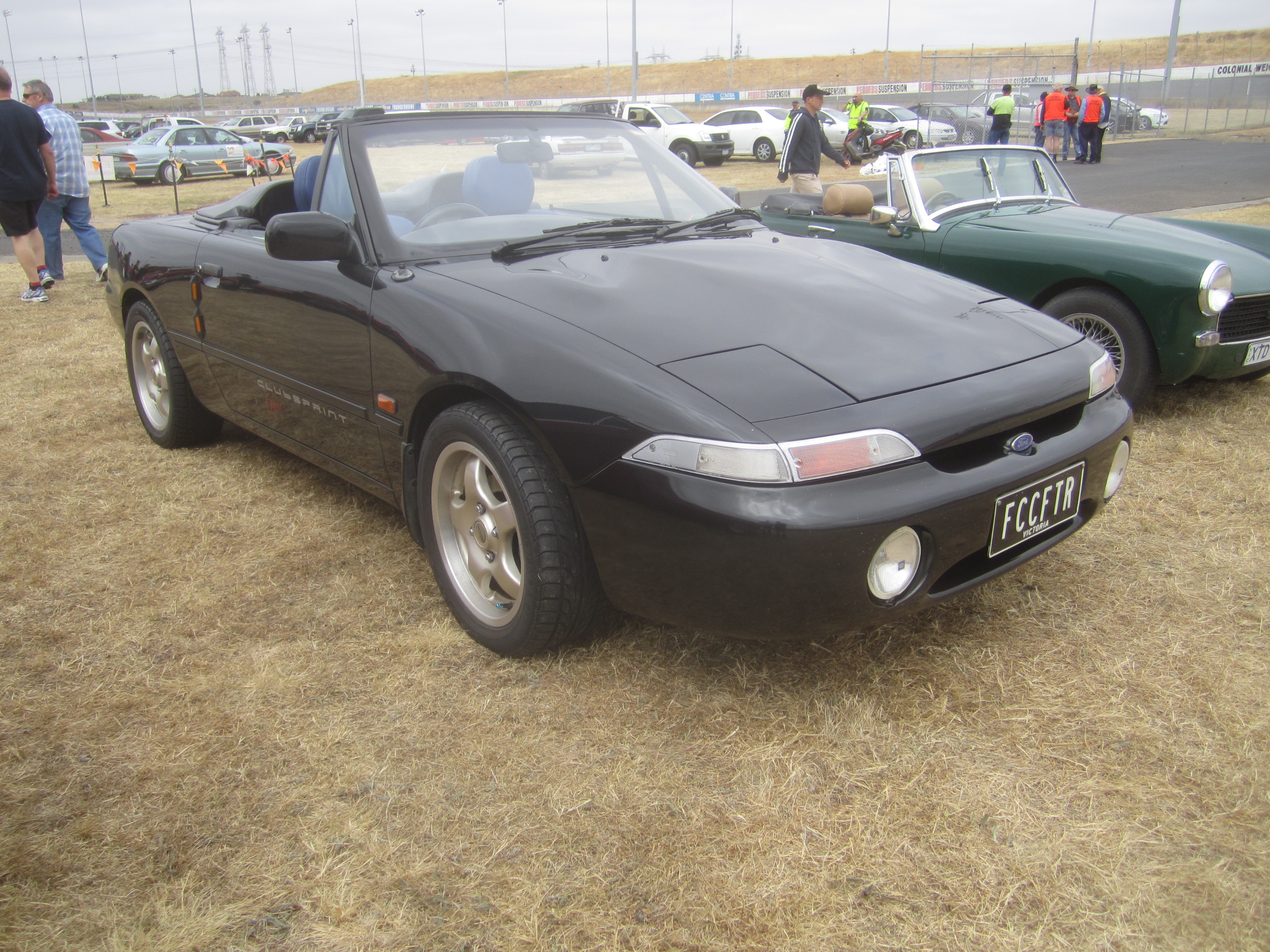
Ford Capri Clubsprint

W 1989 roku australijski oddział Forda zdecydował się przywrócić stosowaną w latach 1969-1986 nazwę Capri na rzecz zupełnie nowego, lokalnie opracowanego kompaktowego, dwumiejscowego roadstera. Samochód wyróżniał się chowanymi reflektorami, prostokątnymi tylnymi lampami i miękkim składanym dachem.

### Wersja amerykańska
Ford Capri produkowany początkowo jedynie w wariancie przystosowanym do wewnętrznego, australijskiego rynku, gdzie obowiązuje ruch lewostronny, od 1990 roku do końca produkcji 4 lata później był eksportowany także w wariancie z kierownicą po przeciwnej stronie na potrzeby rynku amerykańskiego i kanadyjskiego jako Mercury Capri.

### Silniki
- R4 1.6l B6-2E
- R4 1.6L B6T-Turbo